# Bumiayu (Panggungrejo)
Bumiayu is een bestuurslaag in het regentschap Blitar van de provincie Oost-Java, Indonesië. Bumiayu telt 2374 inwoners (volkstelling 2010).